# 泽弗希尔斯 (佛罗里达州)
泽弗希尔斯（英語：Zephyrhills），是美国佛罗里达州帕斯科縣下属的一座城市。建立于1914年。面积约为16.4平方公里（约合6.4平方英里）。根据2010年美国人口普查，该市有人口13,288人。论人口在本州排行第135。